# Konstantinos Rougkalas
Konstantinos (Kostas) Rougkalas (Grieks: Κωνσταντίνος Ρουγκάλας) (Patras, 13 oktober 1993) is een Griekse voetballer. Hij is een verdediger en speelt sinds de zomer van 2017 voor KVC Westerlo.

## Carrière
Kostas Rougkalas doorliep de jeugdopleiding van de Griekse topclub Olympiakos Piraeus, maar bereikte nooit het eerste elftal. In september 2013 werd de jonge verdediger voor een jaar uitgeleend aan Ergotelis, maar ook daar kon hij niet doorbreken. In januari 2014 volgde een uitleenbeurt aan tweedeklasser Fostiras, waar op dat ogenblik Jacky Mathijssen trainer was. Op 31 januari 2014 maakte hij tegen Asteras Magoula zijn officieel debuut voor Fostiras. Twee maanden later scoorde hij in de zege tegen Paniliakos zijn eerste doelpunt.
In de zomer van 2014 versierde Rougkalas een transfer naar Spanje. De Griekse verdediger werd uitgeleend aan topclub Atlético Madrid, dat hem bij het reserveteam in de Segunda División B onderbracht. Na een half jaar keerde hij terug naar Griekenland, waar hij een contract tekende bij Iraklis. Met de tweedeklasser werd hij in 2015 kampioen en promoveerde hij opnieuw naar de hoogste afdeling.
In juli 2015 werd hij door zijn vroegere trainer Jacky Mathijssen naar Oud-Heverlee Leuven gehaald. Rougkalas tekende een contract voor twee seizoenen. De Griek degradeerde in 2016 met Leuven naar Eerste Klasse B. Na afloop van het seizoen 2015/16 werd zijn contract ontbonden.
De Griek zat vervolgens een half jaar zonder club. In januari 2017 ging hij aan de slag bij het Roemeense Târgu Mureș. Na het seizoen 2016/17 keerde hij terug naar België, waar hij tekende bij tweedeklasser KVC Westerlo.

## Statistieken
| Seizoen | Club                | Land                 | Competitie         | Competitie | Competitie | Beker | Beker | Supercup | Supercup | Europees | Europees | Totaal | Totaal |
| Seizoen | Club                | Land                 | Competitie         | Wed.       | Dlp.       | Wed.  | Dlp.  | Wed.     | Dlp.     | Wed.     | Dlp.     | Wed.   | Dlp.   |
| ------- | ------------------- | -------------------- | ------------------ | ---------- | ---------- | ----- | ----- | -------- | -------- | -------- | -------- | ------ | ------ |
| 2013/14 | Olympiakos Piraeus  | Vlag van Griekenland | Super League       | 0          | 0          | 0     | 0     | —        | —        | —        | —        | 0      | 0      |
| 2013/14 | → Ergotelis         | Vlag van Griekenland | Super League       | 0          | 0          | 0     | 0     | —        | —        | —        | —        | 0      | 0      |
| 2013/14 | → Fostiras          | Vlag van Griekenland | Beta Ethniki       | 21         | 1          | 0     | 0     | —        | —        | —        | —        | 21     | 1      |
| 2014/15 | → Atlético Madrid B | Vlag van Spanje      | Segunda División B | 2          | 0          | 0     | 0     | —        | —        | —        | —        | 2      | 0      |
| 2014/15 | Iraklis             | Vlag van Griekenland | Beta Ethniki       | 6          | 0          | 0     | 0     | —        | —        | —        | —        | 6      | 0      |
| 2015/16 | Oud-Heverlee Leuven | Vlag van België      | Jupiler Pro League | 17         | 0          | 2     | 0     | —        | —        | —        | —        | 19     | 0      |
| 2016/17 | Târgu Mureș         | Vlag van Roemenië    | Liga 1             | 10         | 0          | 1     | 0     | —        | —        | —        | —        | 11     | 0      |
| 2017/18 | KVC Westerlo        | Vlag van België      | Proximus League    | 0          | 0          | 0     | 0     | —        | —        | —        | —        | 0      | 0      |
| TOTAAL  | TOTAAL              | TOTAAL               | TOTAAL             | 41         | 1          | 3     | 0     | 0        | 0        | 0        | 0        | 44     | 1      |

## Nationale ploeg
Kostas Rougkalas speelde voor de nationale jeugdelftallen van Griekenland. In 2010 werd hij geselecteerd voor het EK onder 17 jaar. In zowel 2011 als 2012 maakte hij deel uit van de selectie voor het EK onder 19 jaar. In 2012 bereikte hij met Griekenland de finale. Rougkalas bleef de hele wedstrijd op de bank en zag hoe zijn land met het kleinste verschil verloor van Spanje.

## Palmares
Iraklis
- Beta Ethniki - Groep Noord: 2015

1 Bolat ·
2 Ortakaya ·
3 Haidara ·
4 Fixelles ·
5 Bos ·
7 Sayyadmanesh ·
9 Frigan ·
10 Devine ·
11 Gümüşkaya ·
13 Sakamoto ·
15 Sydorchuk ·
17 Smekens ·
18 Yow ·
19 Slimani ·
20 Gillekens ·
22 Reynolds ·
23 Seigers ·
25 Rommens ·
30 Van Langendonck ·
32 Jordanov ·
33 Neustädter ·
34 Haspolat ·
36 Youlley ·
39 Van den Keybus ·
40 Bayram ·
44 Vušković ·
46 Piedfort ·
47 Mebude ·
49 Placias ·
60 De Boeck ·
77 Alcócer ·
99 Jungdal ·
Coach: Simons